# ナビゲーター (モータースポーツ)

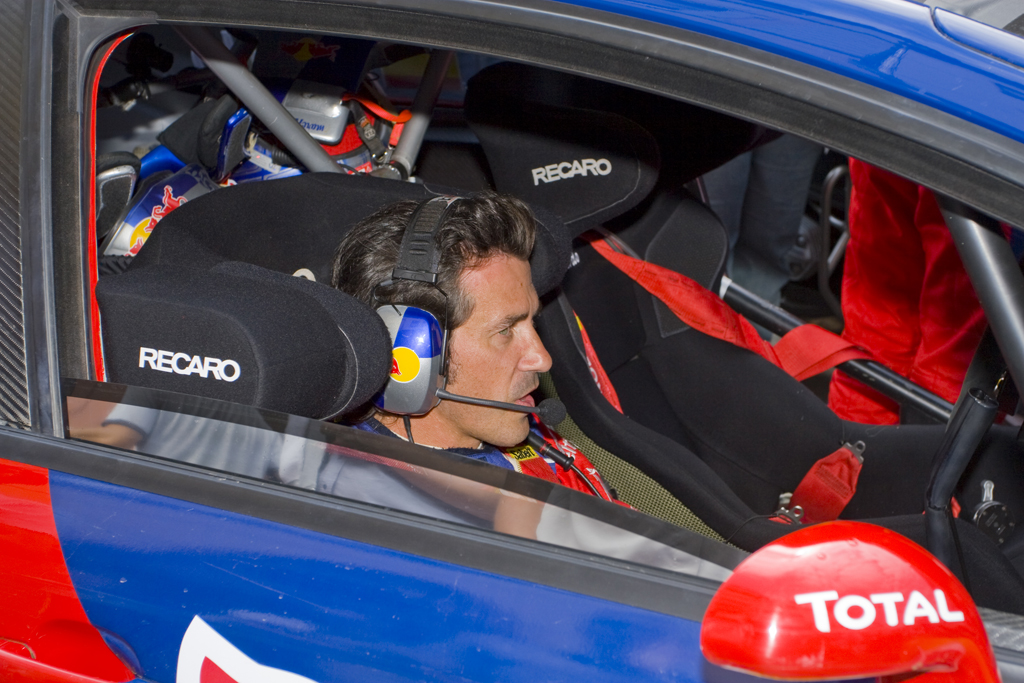
ダニ・ソルドのコ・ドライバー、マルク・マルティ（2008年）

ナビゲーター (navigator)とは、ラリーなどの自動車競技においてドライバーと共に車両に乗り込み、走行の手助けをする選手である。コ・ドライバー(co-driver)とも呼ばれ、「ナビ」「コ・ドラ」などと略される。

## ラリー系競技

### 役割
ナビゲーターは助手席に搭乗し、ヘルメットに内蔵された有線交信機でドライバーとコミュニケーションを取りながら、ドライバーの運転を補助する。基本的に、ドライバーは「走る事」だけに専念し、ナビがその他の役割を全て行うと言っても過言ではない。また、物理的・精神的両面でドライバーを走る事だけに集中させられるようにするのも役目の一つである。
道案内
主催者側から配布された競技用のルート案内図（コマ図）の通りに走るよう、曲がり角などをドライバーに指示する。
時間管理
チェックポイント (CP) やタイムコントロール (TC) の通過時間を記したカードを受け取り管理する。競技終了後、主催者へ提出し成績判定を受ける。
指示速度の確認
アベレージラリーでは、主催者側から指示された速度どおりに自車が走れているかを逐次チェックする。以前は計算尺などを用いて手動計算していたが、ラリーコンピュータの登場後はその入力操作が主体となっている。
ペースノート作成
スペシャルステージ（閉鎖タイムトライアル区間）が設定されるラリーでは、前日または当日朝に行われる下見走行（レッキ）にて、ドライバーが読み上げるスペシャルステージのコース情報をノートに控える。このノートを「ペースノート」と言う。書いてある内容はカーブのきつさ、直線の距離、走行時の注意事項などである。
ペースノート読み
スペシャルステージにおいて、膝元に置いたペースノートを1ページずつめくりながら、ドライバーにコース情報を指示する。激しく揺れる車内で、冷静にドライバーが聞き取りやすいよう読み上げることが大事。現在地点を見失う（ロストする）とタイムロスや事故につながる。
トラブル対応
コースアウト等をして、それ以上走行できなくなった時は、後続車に対して救護等の要・不要を示さなければならない。ドライバーと共にパンクしたタイヤを交換したり、自走不能な車両を押していったりする姿も良く見られる。不幸にもリタイアとなってしまった際には後の処理などを行う。自動車修理ののためのある程度の知識や技術も必要になる。
タイム確認
自分及び他の選手のタイムを確認し、自分の大体の順位を確認する。
競技進捗の確認
競技直前や競技中に主催者から出される公式通知を確認し、競技の進行予定（アイテナリー）やルールに変更がないかどうかを確認する。
タイムキーパー
サービスなどの残り時間を確認し、作業の進行やドライバーの準備を促す。
事務作業
競技の申込みなどをナビが行う場合が多い。
運転代行
競技の途中でドライバーと役割を入れ替わってもルール的には全く問題ないため、ドライバーが何らかの事情で運転できない場合に代わりに運転を行うこともある。中にはコロネル兄弟のように、交代でドライブすることを作戦に組み込んでいる競技者もいる。

### 特徴
競技のルール上は、ナビゲーターとドライバーは全く平等な選手として扱われており、ライセンスや装備品などの規定もドライバーと同様である。ただし肢体に不自由があるなど、ドライバーに適さない者もナビであれば特例で出場できる場合がある。
しかし一般的な認識はドライバーの黒子的な存在であり、果たす役割に見合わず待遇は低い。世界ラリー選手権（WRC）の車両のサイドウインドウにはドライバーとナビゲーターの名前と国旗が貼られているが、2004年- 2010年シーズン途中まではナビゲーターの名前と国旗の表記は禁止されていた。またメディアでも優勝報道の見出しでナビゲーターが併記されることは稀で、ファンのラリー談義でもドライバーばかりが語られることが多い。ワークス選手の給料も、ドライバーに2人分がまとめて渡され、そこからナビがもらうケースが多い。FIA殿堂でも、2019年よりWRCのシリーズチャンピオン経験者が殿堂入りするようになったものの、ナビゲーターは殿堂入りの対象とならなかった。
過去にはマシントラブルが出た場合、ドライバーが運転している間エンジンルームに乗ってスロットルバルブを操作したり、窓から大きく身を乗り出して脱落しそうなパーツを押さえたり、パンクしたタイヤと反対側に荷重をかけるため公道で箱乗りするなど、危険な役割を担わされることもあった。
最初からナビゲーターを志す者がドライバーよりも少ない事は自明であり、プライベーターはもちろん時にはワークスドライバーでも自分の条件に合うナビゲーター探しには苦労する事がある。経験が豊富で特定のドライバーに付いていないナビゲーターは、シーズンごとにあちこちから競技への誘いの声が掛かる。
ラリー自体が豊富な経験が要求される競技であり、ナビゲーターはドライバーをコントロールする立場である関係上、ドライバー以上に経験が必要と言われる。トップレベルの実績を挙げたドライバーやライダーがナビに転向するケースは多い。そのためトップレベルでは年齢層が高い傾向があるが、個人レベルでは性質上女性や競技経験の浅い者が乗ることも多い。
ペースノートやコマ図を凝視しなければならない以上、トップレベルのナビゲーターでも車酔いが大きな問題となるが、内耳の理学療法を用いたトレーニングである程度の改善が見込める。
ペースノート読みではドライバーとの阿吽の呼吸が必要であり、加えて競技期間中は起きている間ずっと車内で二人きりになる。そのため息の合うもの同士で長年コンビを組む例も多いが、基本的にはドライバーやチームの意向、契約の問題、突然のトラブル（負傷や病気）などで入れ替わりが激しいため、誰と組んでもある程度問題無くこなせる人間性も必要である。また国籍の違う者同士の場合は言語や訛りも問題となるため、語学力も必要となる。
不仲が表面化した有名な例として、2002年WRC（世界ラリー選手権）のラリー・オーストラリアでフランソワ・デルクールがナビを怒鳴り続けていた様子が車内カメラから世界に配信されてしまった事件がある。より極端な例では、2012年のダカール・ラリーでは、アルゼンチン人のオーランド・テラノバとナビが口論の末、ナビがボイコットしてリタイアに追い込まれるという出来事もあった。
予めレッキで予習した道を走って秒単位を争うラリーとは異なり、道なき道をコマ図を見ながら正確なルートを見つけられるかが勝敗を決めるラリーレイド（クロスカントリーラリー）では競技の特性やルール上、ナビゲーターは必ずしも必要では無く、ドライバーだけがマシンに搭乗し、自らナビゲーションを行って好成績を残すケースもしばしある。

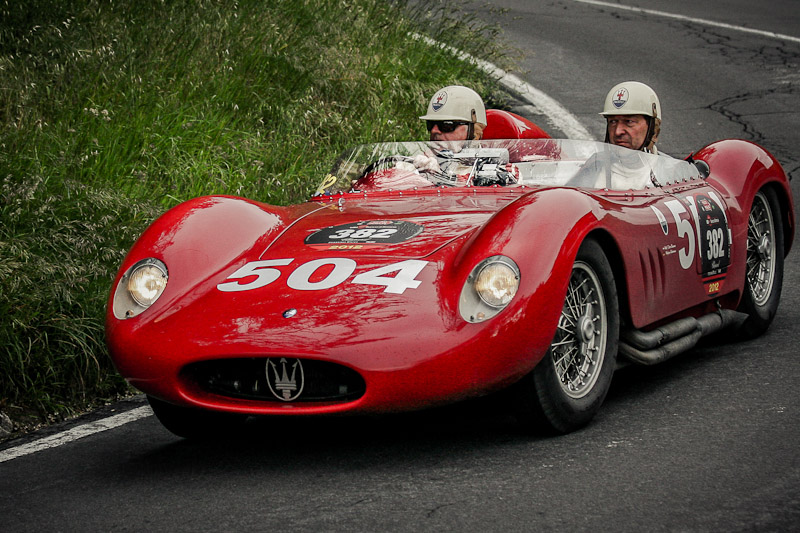
ミッレミリア2012

自動車競技において助手の同乗が認められるのは、ラリーだけとは限らない。古のスポーツカーレースでもミッレ・ミリアやカレラ・パナメリカーナ・メヒコのような長距離公道レースではナビゲーターが同乗して道案内を行なっていた。公道レースは観客事故などにより廃止されてしまうが、当時を再現するヒストリックカーイベントでは現在もナビゲーターが活躍している。エクストリームEでは、ドライバーが必ず「男女コンビ」であることが求められ、レース中に交代する義務もあるため、運転を担当しない側がナビゲーションを行う。

## ナビゲーターに似た役割の出場者

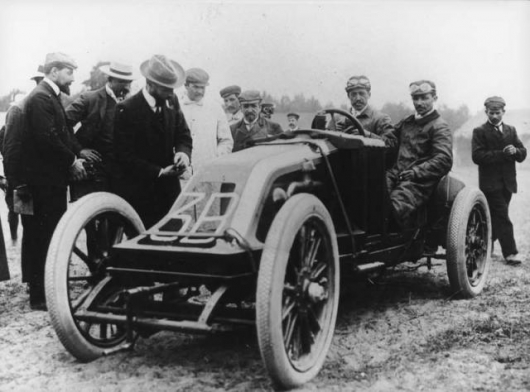
1906年ACFグランプリ

### ライディングメカニック
オープンホイールカーの分野では、欧州のグランプリレースでは1920年代まで、アメリカのインディ500では1930年代まで、助手席にライディングメカニックを乗せて走るのが一般的だった。レース中の故障修理やタイヤ交換を手伝うために同乗していたのだが、インディでは後方から接近する車両の位置をドライバーに知らせる役割も担っていた。ホンダの創業者である本田宗一郎も若き日にライディングメカニックとしてレースに参加したことがある。
なお1911年の第1回インディ500では レイ・ハルーンがライディングメカニックを載せる代わりにバックミラーを取り付け、1人乗りで走って優勝している。
同じ役割として、ラリーレイドのトラック部門ではその巨体さゆえ、ドライバーとナビの他にもう一人メカニックを搭乗させて修理にあたっている。

### スポッター/マインダー

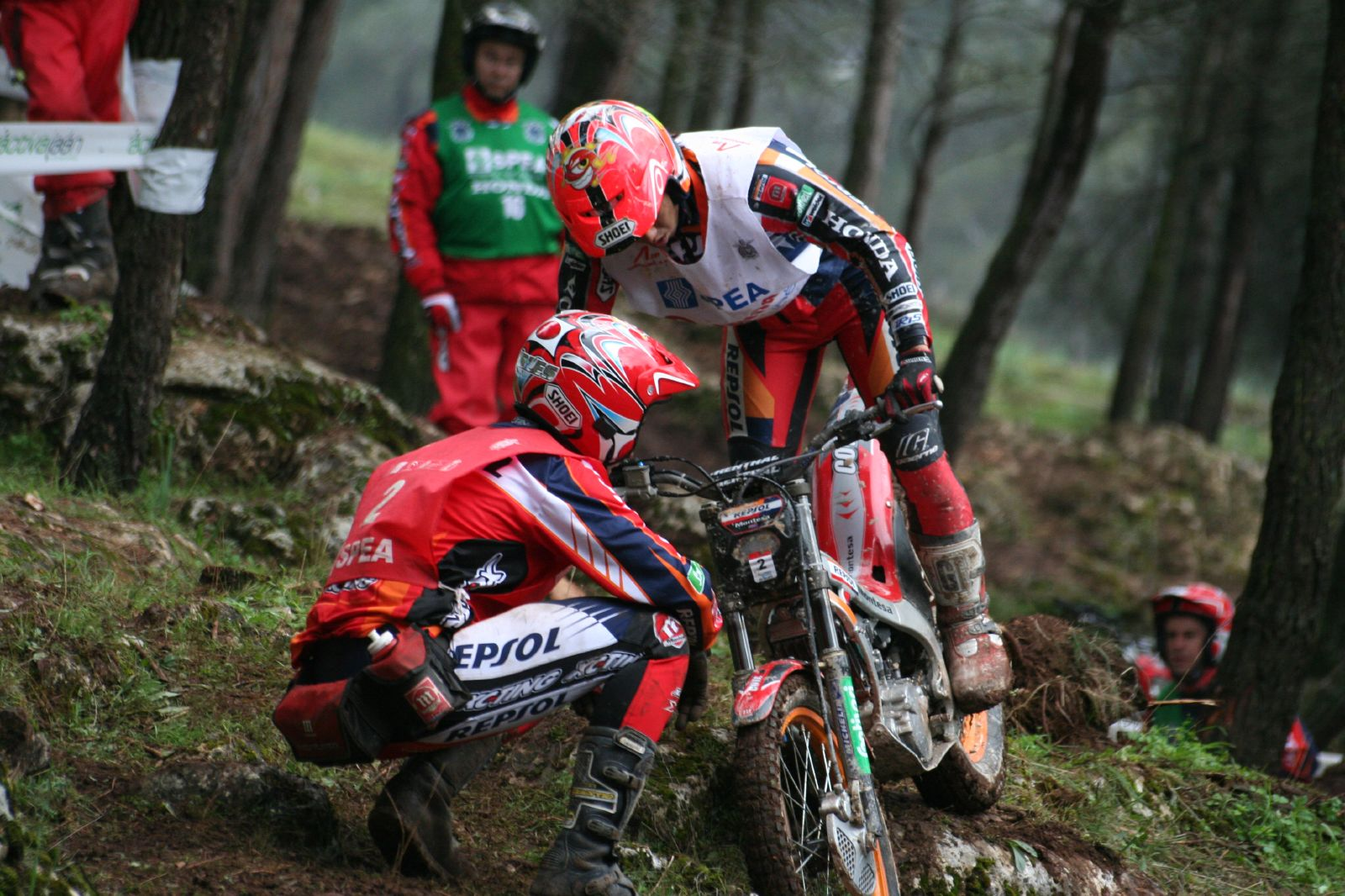
トライアル世界選手権でマインダーのサポートを受ける藤波貴久

同乗者ではないが、現在のNASCARやインディカーのようなアメリカのレースではスポッターと呼ばれる、会場の上からマシンの周囲の状況について伝える役が存在しており、特にデイトナ500やインディ500などの高速オーバルでは重要な鍵を握る。スポッターは練習、予選、決勝の間常に集中力を欠くことができず、数時間以上に渡ってサーキットを眺めていなければならないため、ドライバー並に過酷であるとされる。場合によっては他のスポッターたちと交渉して、協力して順位を上げるようなケースもある。
欧米問わず、ラリークロスでもスポッターが存在する。一度の通過義務がある「ジョーカーラップ」への進入を適切に指示できるどうかが勝敗の鍵を握るため、これもやはり重要な役割である。
二輪のトライアル競技ではマインダーと呼ばれる、選手に路面状況や時間を教えながら走行ルートを模索する役割のスタッフがいる。

## 著名なナビゲーター

### 海外

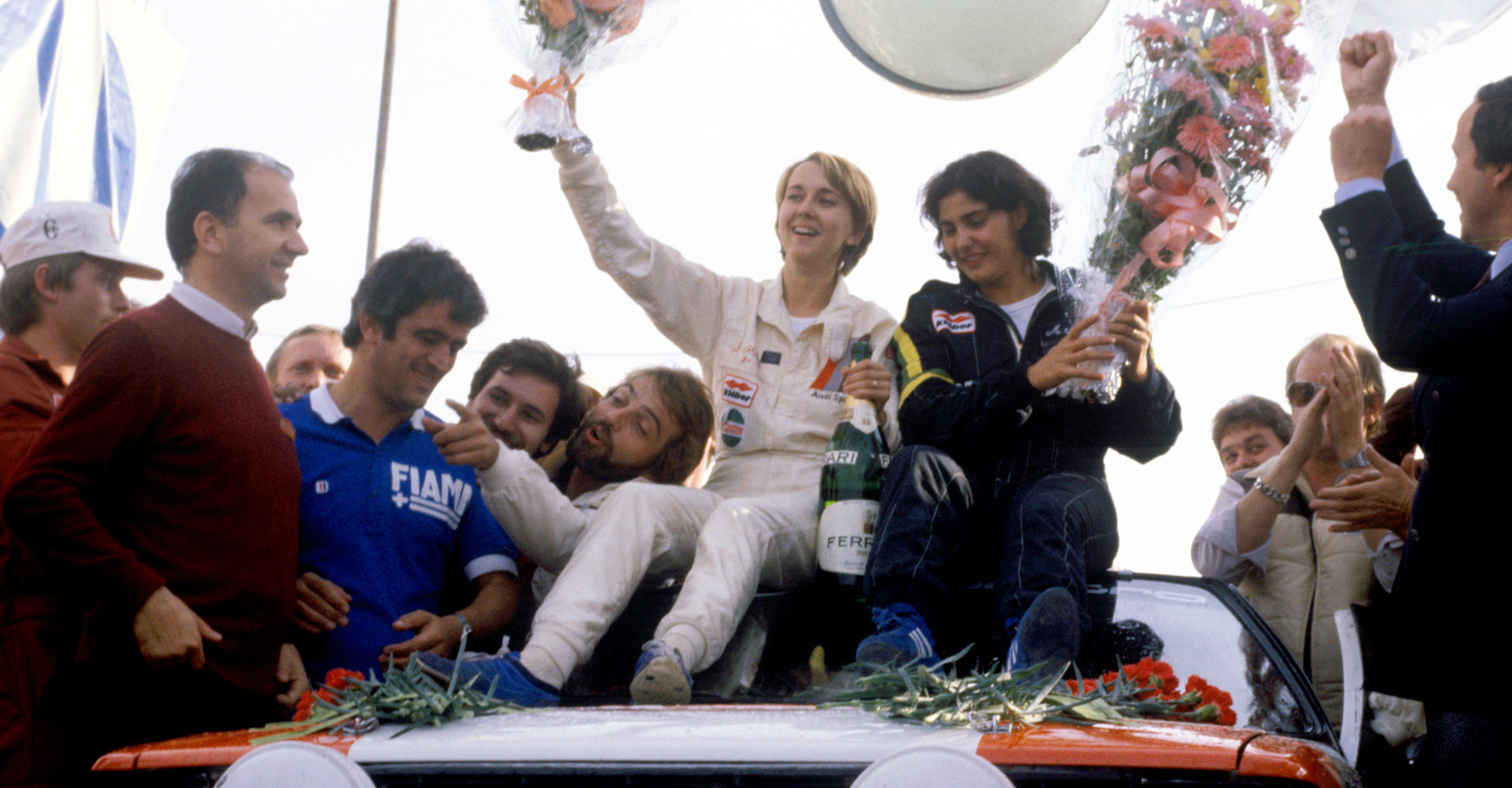
ファブリッツァ・ポンズ（左）

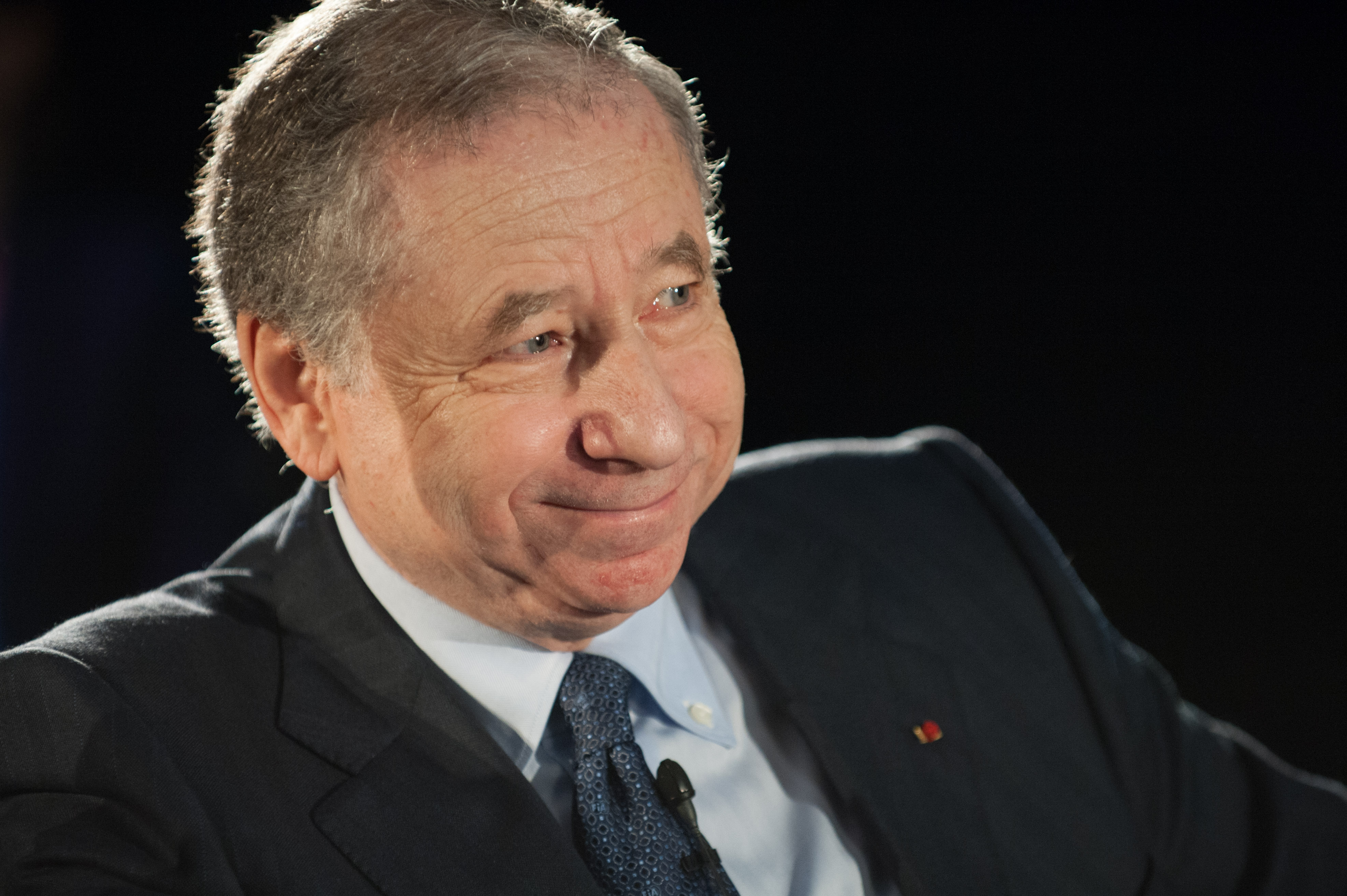
ジャン・トッド

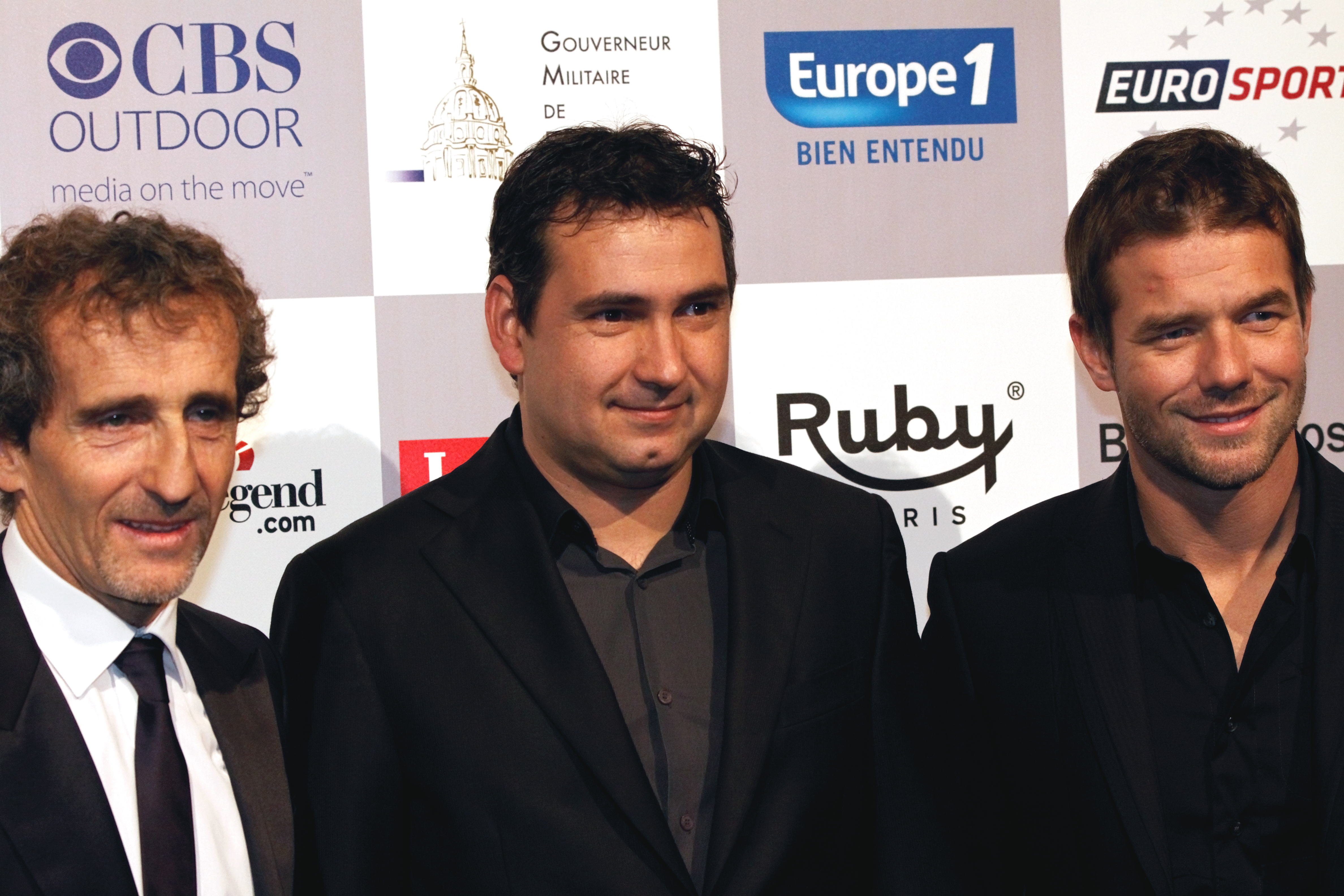
ダニエル・エレナ（中央）

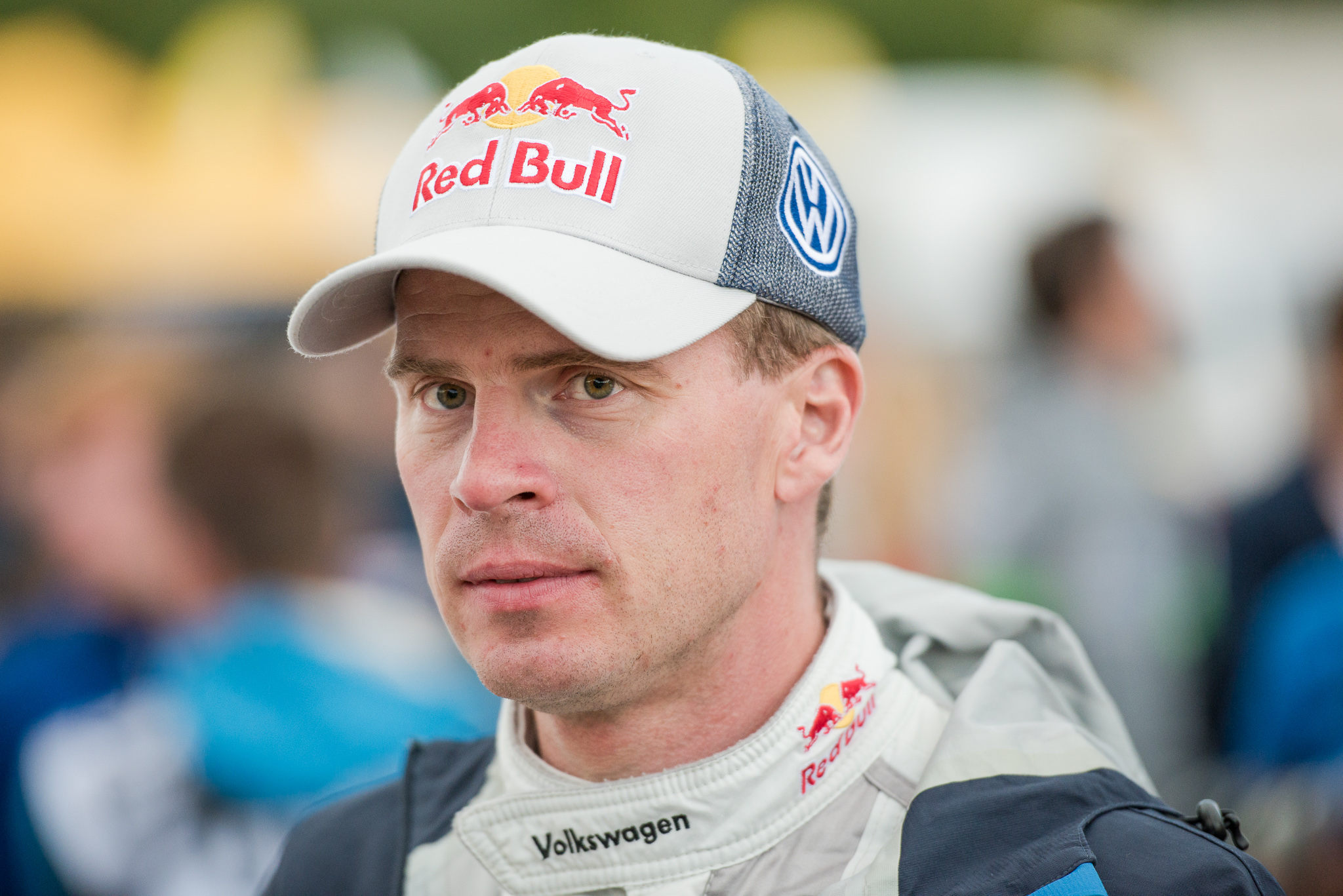
ミイカ・アンティラ

ファブリッツァ・ポンス
自動車ラリー史上最も成功を収めた女性ナビ。女傑ミシェル・ムートンをはじめ、アリ・バタネン、ピエロ・リアッティなどとペアを組み、WRCで通算5勝を挙げ、年間ランキング2位に入った。初期はWRCドライバーとしても活動しており、ドライバーとナビの両部門でポイントを獲得した稀少なドライバーの一人でもある。00年代にはユタ・クラインシュミットと共にダカール・ラリーにも参戦した。
ルイス・モヤ
カルロス・サインツのナビ。早口なペースノート読みで有名。トヨタで2度王座に輝き、引退後はスバル・ワールドラリーチームのスポーティングディレクターを務めた。
ティモ・ラウティアイネン
マーカス・グロンホルムのナビ。グロンホルムの義弟（ラウティアイネンの方が年上だが、グロンホルムの妹と結婚したため）。プジョーで2度WRC王者となった。
ジャン・トッド
ラウノ・アルトーネン、ギ・フレクランらのナビ。引退後の方が有名で、プジョーのラリーチーム監督、F1のフェラーリチーム代表、フェラーリ社CEO、国際自動車連盟（FIA）の会長を歴任した。
アンリ・マーニュ
1985年から三菱ラリーアートに加入。1997年に篠塚建次郎と組み、彼の日本人初ダカール・ラリー制覇に貢献した。一方で2001年ダカールの悪名高い増岡浩への妨害行為事件で、加害者側のジャン＝ルイ・シュレッサーのナビでもあった。2006年モロッコラリーでナニ・ロマと共に走行中、コンクリート壁に衝突し即死。享年53歳。ダカールでは彼を悼み、若くして成功を収めたナビに贈られる副賞の『アンリ・マーニュ賞』を2007年に新設した。ワールドカップの総合タイトル獲得数（4回）は歴代2位タイ。
カイ・リンドストローム
トミ・マキネン、キミ・ライコネン、ユホ・ハンニネンなどフィンランド人WRCドライバーのナビを歴任。2002年ラリー・モンテカルロではマキネンと優勝を果たした。2018年からトヨタWRCのスタッフになった。スノーモービルやバイクを販売する会社の経営も手掛ける。
ダニエル・エレナ
セバスチャン・ローブのナビ。WRC史上最多勝（79勝）と最多タイトル（9度）記録を保持する。
エルベ・パニッツィ
ジル・パニッツィの実弟で、彼とコンビを組んだ。2006年シーズン途中に引退。
クリス・パターソン
ナッサー・アル＝アティヤ、ペター・ソルベルグ、クリス・ミーク、ハリド・アル＝カシミのナビを歴任し、2006年PWRCでアル＝アティヤを王者に導いた。2011年ラリー・スウェーデンで、リエゾン区間で免停を受けたソルベルグに代わりステアリングを握った珍事で知られる。
マイケル・パーク
マルコ・マルティンのナビ。愛称は「ビーフ」。2005年ウェールズ・ラリーGBで事故死（享年39歳）。この死を受けてプジョーはイベントから撤退するが、セバスチャン・ローブはこの形での王座獲得を善しとせず、わざとペナルティを受けて最終戦に決着を持ち越して議論を呼んだ。
デビッド・リチャーズ
アリ・バタネンのナビとして1981年にWRC王者となった。引退後はプロドライブを設立し、スバルWRCやホンダF1、アストンマーティンGTなどのチーム運営を担った。
ジュリアン・イングラシア
8度のWRC王者セバスチャン・オジェのナビ。
ミイカ・アンティラ
ヤリ＝マティ・ラトバラのナビ。WRC最多出場（220戦）記録保持者。
ジャン＝ポール・コトレ
ステファン・ペテランセルのナビ。ダカール四輪部門のナビゲーター最多勝利（7勝）記録保持者。
ミシェル・ペラン
カルロス・サインツ、ナニ・ロマ、ゲラン・シシェリ、ミッコ・ヒルボネンなどのナビを歴任。ダカール四輪部門での4勝は、コトレに次ぐ歴代2位。ワールドカップの総合タイトル獲得数（6回）は歴代1位。
マシュー・ボウメル
ゲラン・シシェリ、ヤジード・アル＝ラジ、ナッサー・アルアティヤのナビ。アルアティヤと共にトヨタでワールドカップと世界選手権（W2RC）を通算5度、ダカールを3度制覇した。
ダニエル・バリット
新井敏弘、奴田原文雄、勝田貴元など日本人ドライバーと縁の深いイギリス人ナビ。奴田原のラリー・モンテカルロクラス優勝や、2017年エルフィン・エバンスの初優勝、勝田のサファリラリー2位初表彰台などに貢献した。

### 日本

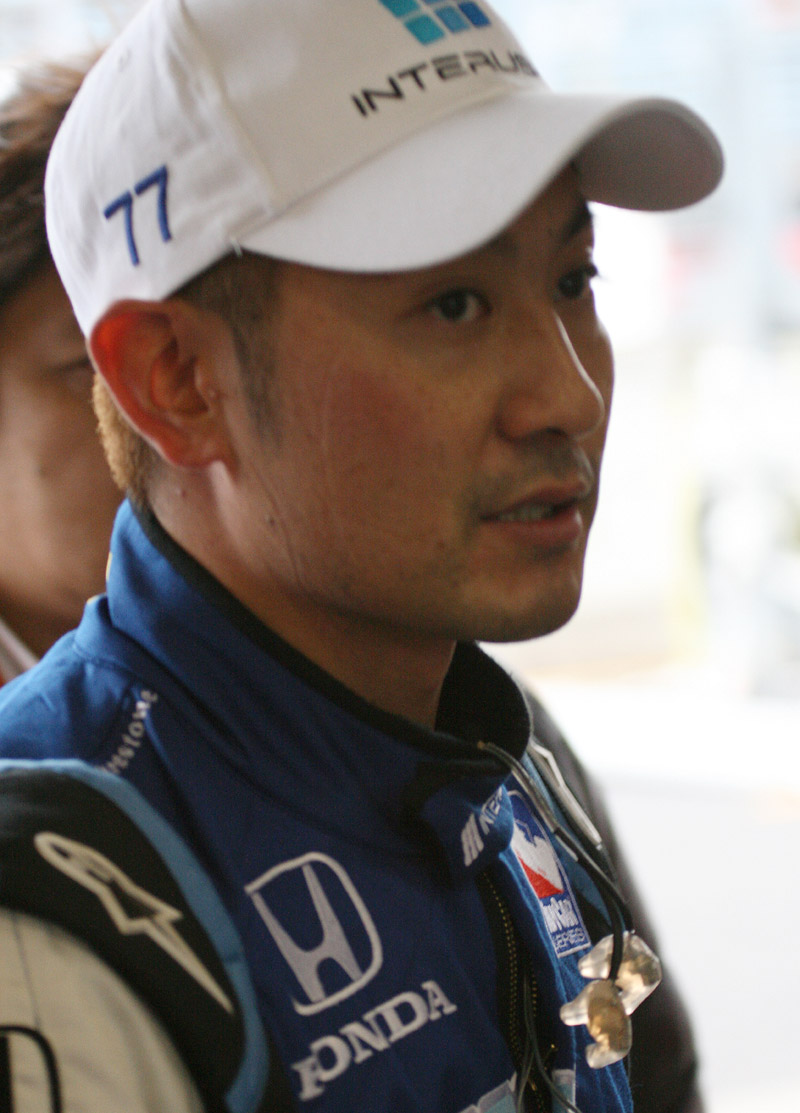
ロジャー安川

小田切順之
東京都出身。1971年にラリー界入り。奴田原文雄のコ・ドライバーとして、6度全日本ラリー選手権の王者に輝いた他、全日本の最多勝利記録も達成している。またMSCC（マツダ・スポーツカー・クラブ）の会長としても知られ、ラリー振興に多大な貢献をした。2013年に61歳で永眠。
市野諮
東京都出身。藤本吉郎や奴田原文雄、鎌田卓麻、三好秀昌らと組んでWRCを初めとする海外ラリーに参戦。1995年に日本人初のサファリラリー総合優勝を果たしている。またFIAアジアパシフィックラリー選手権(APRC)やアフリカラリー選手権でもタイトルを獲得した経験を持ち、2018年現在も全日本の現役選手として活動中である。ナビ以外では藤本とともにアフターパーツ会社のテインを設立しており、チームとして欧州各地に参戦したほか、世界ラリークロス選手権や国内モータースポーツに部品供給を行っている。
中原祥雅
東京都出身。1970年代から香港-北京、サファリラリー、サザンクロスラリーなど国外のイベントに参戦。1990年代からはWRC、APRCなどにも参戦し、2013年には全日本ラリー史上最年長（62歳）総合優勝記録を樹立した。これまでに組んだパートナーは平林武、岩下良雄、神岡政夫、井上潔、綾部美津雄、柳澤宏至らがいる。
佐藤忠宜
福島県出身。本業はITエンジニア。2001年に全日本デビュー。当時の全日本はSS結果は競技終了まで公開されないラリーが主流であったが、佐藤は参戦しつつ他の選手から直接SSタイムの情報を集め、PDA端末で集計し配信した。配信は選手のみならずメディア・スポンサーに対してもSS終了毎にリアルタイムに行われ、全日本のスポーツ性を高めると同時に運営の広報活動に多大な影響を与えた。この功績を讃えられ、2006年に第一回JRCAアワードを授与されている。また2006年に佐藤が開発したトラッキング＆リアルタイムSS速報システムは国内の多くのラリー主催者が導入するなど、日本のラリーの在り方を大きく変えたとされる。ナビとしても、奴田原文雄とともに2度総合王者となるなどの成功を収めた。JRCA（Japanese Rally Competition Association）の選手部会長も務める。
加瀬直毅
北海道出身。1992年にラリー界入りし、2000年に全日本Bクラスチャンピオンを獲得。その後プロダクションカー世界ラリー選手権(PWRC)、APRC、中国ラリー選手権などに参戦。2010・2012・2014年にAPRCアジアカップ王者となっている。また2010年からクスコ・ラリーチームの母体であるキャロッセの社員にもなっている。これまでに組んだパートナーに鎌田卓麻、炭山裕矢、牟田周平、竹内源樹らがいる。
保井隆宏
神奈川県出身。2006年に全日本デビュー。勝田範彦、番場彬、炭山裕矢、竹内源樹らのナビとして活動し、2012年に番場と共にAPRCの2WDカップタイトルを獲得。2018年には炭山とともに、日本人コンビとしては史上初のAPRC王者に輝いた。またJSR（日本スーパーラリーシリーズ）に、ラリー映画OVER DRIVEの撮影車であるヤリスSCRSが参戦した際にもナビとして搭乗した。JRCAの事務局も務める。
羽村勝美
東京都出身。日野チームスガワラのナビ。菅原義正の拓殖大学自動車部の後輩であり、1992年以降15度義正とコンビを組み、クラス優勝に貢献してきた。。輸入自動車販売店を経営しているため、何度かの引退をしている。現在は義正の息子照仁とコンビを組む。
鈴木誠一
東京都出身。90年代から松本尚子や菅原義正のナビやメカニックとして、ダカールに20回以上参戦した。現在は日野チームスガワラのメカニックリーダーを担当。
三浦昂
愛知県出身。トヨタ車体の社員で、同社のプロジェクトであるTLC（チームランドクルーザー）に2007年から2016年まで三橋淳とニコラ・ジボンのナビとして参戦。2度の市販車部門優勝に貢献した。2017年からはドライバーに転向し、2018年に部門優勝を果たしている。
ロジャー安川
元インディカードライバーで、現在は佐藤琢磨のスポッターを務める。佐藤の日本人初のインディ500制覇に貢献し、一躍注目を浴びた。
山本昌美
日本人女性初のパリ・ダカールラリー出場者。愛称は「ヤーミー」。歌手の松任谷由実にパリダカの魅力を教え、1987年には「ユーミン マリ・クレール号」を結成してエントリーした。夫の内田正洋も初期のパリダカ常連選手だった。執筆した絵本『ふしぎのヤッポ島』はフジテレビ『ポンキッキーズ』やNHK Eテレでアニメ化された。2016年、くも膜下出血で死去。
足立さやか
埼玉県出身。元々は全日本に参戦するドライバーであったが、後にナビに転向した。全日本ラリー選手権王者の勝田範彦のナビを務め、2010年から4年連続王者に輝いた。2017～2018年にTOYOTA GAZOO Racingのプログラムの下欧州で修行していた。帰国後も00カーなどに搭乗することがあるものの、競技者としては引退状態にある。
井上裕紀子
愛知県出身。豊田自動織機社員ドライバーの天野智之の妻で、キャリアの大部分を夫婦で過ごしている。小学生時代の作文に書くほどのラリー好きで、大学自動車部を経て2000年に全日本ラリーにデビュー。2010～2022年まで2度の全勝王者を含め、クラスタイトル13連覇という金字塔を打ち立てている。また19連勝の全日本記録も樹立した。愛車はAE92型トヨタ・カローラFX-GTV。
松本尚子
パリ=ダカール・ラリーのプレスカーやファラオラリーのアシスタンスカーでドライバーを経験後、1990年にはドライバーとしてパリダカに出場。92年にはナビとして女性部門総合優勝を果たしている。その後菅原義正や長谷見昌弘のナビゲーターを務め、多数のクラス優勝に貢献した。フランスのル・マン近郊に長く住んでおり、東日本大震災発生時は当地での募金活動を主導した
梅本まどか
愛知県出身。SKE48出身の元アイドルで、現在はタレント・女優。SKE48在籍時からモータースポーツ好きを公言しており、F1関連のイベントやメディアに多く登場する。2018年にクスコジュニアラリーチームに加入し、TGRラリーチャレンジでナビゲーターデビュー。C-1クラスチャンピオンとなった。2022年にはラリージャパンでWRCデビューを果たした。愛車はホンダ・CB400SF。